# Nilson Matta
Nilson Matta (São Paulo, 1949. március 1. –) amerikai-brazil jazz-zenész és zeneoktató. 1985 óta New York-ban él. Együttműködött Trio Da Pazzal, a Don Pullen African Brazilian Connectionnel, Joe Hendersonnal, Yo Yo Mával és a Nilson Matta's Brazilian Voyage-zsal.